# カオ・サームローイヨート海洋国立公園
カオ・サームローイヨート海洋国立公園はタイの海洋国立公園の一つ。タイで最初に登録された海洋国立公園。タイで最大の淡水湿原で、ここでしか見ることのできない生物なども生息している。

## 概要

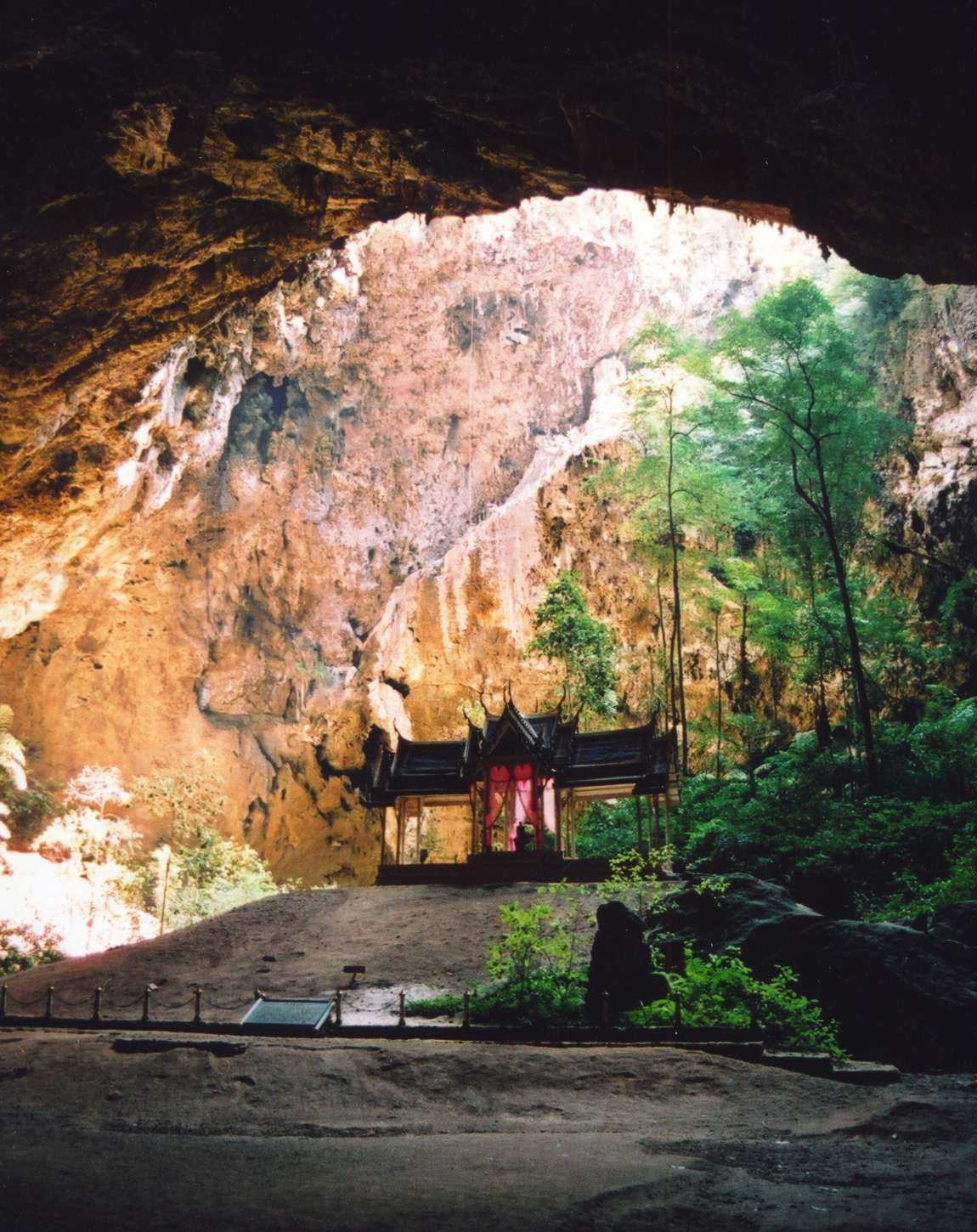
プラヤーナコーン洞窟とクーハーカルハット宮殿

ハート・レームサーラー、ハート・サームプラヤーなどのビーチがあることからレジャー感覚で訪れる観光客も多い。
サームローイヨートはラーマ4世（モンクット）が1868年8月18日に皆既日食の調査のために西洋人の学者を招いて天文調査を行った場所である。しかしながら、サームローイヨートが当時マラリアのよく発生する地帯であったため、ラーマ4世は同行していたチュラーロンコーン親王（後のラーマ5世）とマラリアに感染する。この後ラーマ4世はこれが原因で崩御する。
その後もこの地帯は風光明媚な場所として王室メンバーから愛され、特に「プラヤーナコーン洞窟」にはラーマ5世によってクーハークルハット宮殿という休息所が建てられた。またラーマ6世（ワチラーウット）やラーマ9世（プーミポン）も訪れている。

## 地理

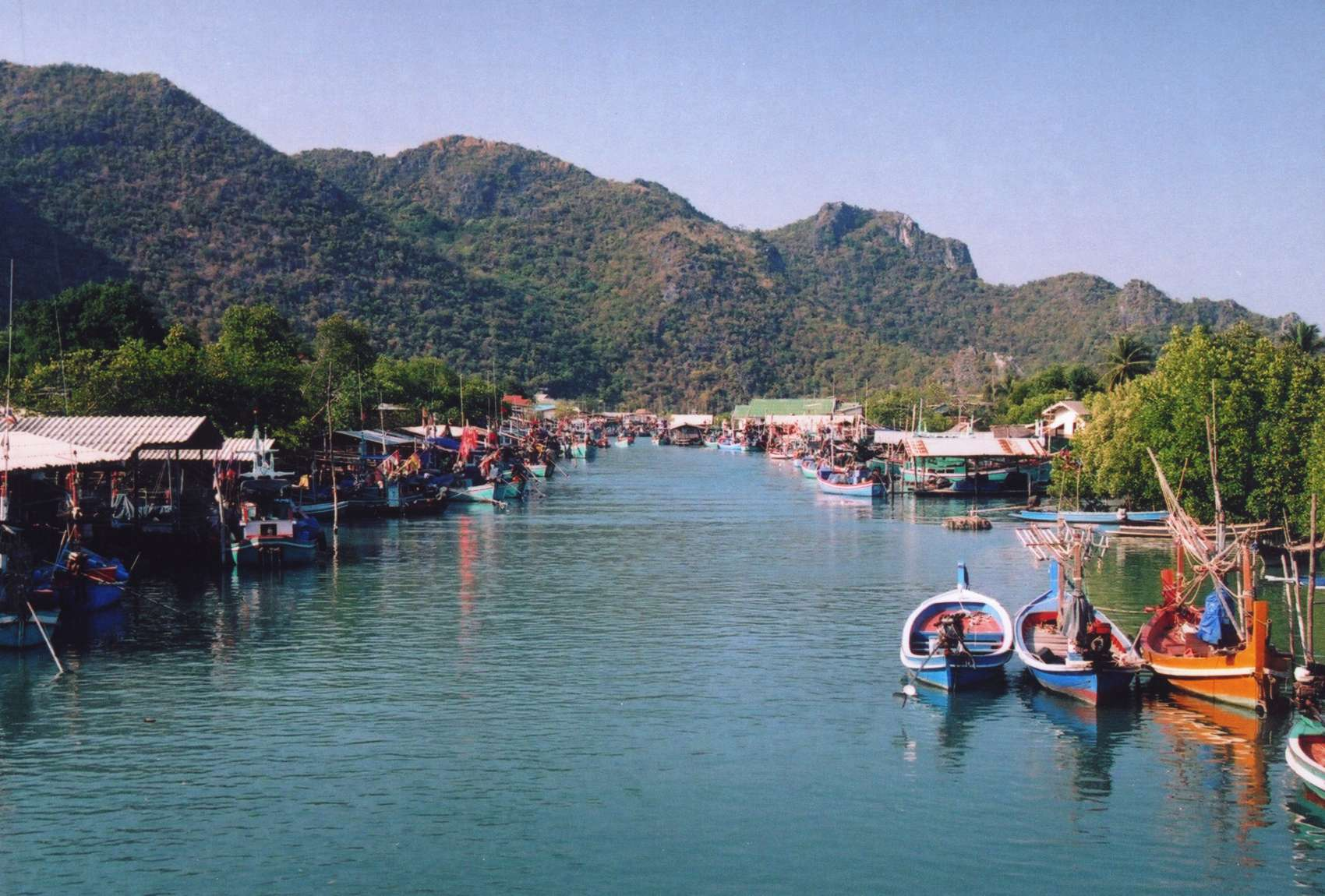
バーンプーのボート乗り場

公園内最高峰はカオ・サームローイヨートでありこれはこの公園の名前の由来になっている。このほか、300以上の山頂を持っている。
陸のほとんどは淡水湿地帯であり、これがこの公園の保護の大きな対象となっている。この地域では陸にはエロンガータリクガメ、スナドリネコ、スマトラカモシカやダスキールトン、海にはカワゴンドウ（イラワジイルカ）などの希少生物が住んでいるほか、鳥類でも希少生物が見つかっている。公園にはメンガなどの生える多雨林とセイタカヨシのヨシ原が多く、2008年にラムサール条約登録地となった。
一方でこの一番古い海洋公園は公園内にビーチを有するため、環境破壊が激しいと言われている。